# (587) Hypsipyle
Pour les articles homonymes, voir Hypsipyle (homonymie).
(587) Hypsipyle est un astéroïde de la ceinture principale découvert par Max Wolf le 22 février 1906.
Il a été ainsi baptisé en référence à Hypsipyle, reine grecque légendaire de l'île de Lemnos.